# 中国人民解放军新疆生产建设兵团军事部
中国人民解放军新疆生产建设兵团军事部，位于新疆维吾尔自治区乌鲁木齐市，是新疆生产建设兵团的中国人民解放军军事机关。

## 沿革
1961年1月，新疆生产建设兵团司令部设武装处，各农业师均设武装科。 1965年3月，新疆生产建设兵团司令部武装处扩编为新疆生产建设兵团司令部武装部，各农业师武装科扩编为武装处。1968年12月，实行现役和非现役混编。1969年4月，武装部改成新疆生产建设兵团作战部，各农业师武装处改成作训科。1975年3月，新疆生产建设兵团撤销，新疆生产建设兵团系统的武装工作移交给军分区或者人民武装部。
1981年12月，恢复设立新疆生产建设兵团。新疆生产建设兵团的军事工作（含军事指挥、边防警备、基干民兵训练、民兵武装值班连队武器弹药供应等工作)，归乌鲁木齐军区领导。1983年3月7日，新疆生产建设兵团党委向乌鲁木齐军区党委提出《关于新疆生产建设兵团及师（局）人武部组编的报告》。1983年5月18日，乌鲁木齐军区根据中国人民解放军总参谋部的指示，确定新疆生产建设兵团的十个农业师，乌鲁木齐、和田、哈密3个农场管理局，建筑工程第一师等15个单位成立人民武装部（属于现役）。在新疆生产建设兵团司令部下成立“中国人民解放军新疆生产建设兵团人民武装部”，为师级单位，隶属乌鲁木齐军区建制领导。师（局）人民武装部都为团级单位，隶属新疆生产建设兵团人民武装部建制领导。各人民武装部是同级党委的武装部门，各单位一位主要领导兼人民武装部第一政治委员。新疆生产建设兵团人民武装系统的领导原则为“条条为主，块块为辅”，除了受新疆生产建设兵团及各师（局）领导之外，还要接受当地军区、军分区的领导。
遵照乌鲁木齐军区的指示，新疆生产建设兵团人民武装部由乌鲁木齐军区负责组建；新疆生产建设兵团农一师、农三师、和田农场管理局人民武装部由南疆军区负责组建；农四师、农五师、农九师、农十师武装部由北疆军区负责组建；农二师、农六师、乌鲁木齐农场管理局、哈密农场管理局、建筑工程第一师武装部由东疆军区负责组建；农七师、农八师人民武装部不另行组建，而是分别由奎屯市、石河子市人民武装部兼任。各人民武装部都是现役和非现役混编，现役干部由乌鲁木齐军区统一调配。
在人民武装部系统之外，1983年7月17日，依照乌鲁木齐军区787号《通知》的精神，由石河子军分区组建1个陆军预备役师——中国人民解放军石河子陆军预备役师，下辖3个步兵团以及1个炮兵团。另外还组建2个守备预备役团。石河子预备役师自1984年开始组建，同年5月1日举行成立大会。1985年，在百万大裁军中，中国人民解放军全军精简整编，石河子军分区于1985年12月底撤销，石河子预备役师改为直接隶属新疆军区领导。1987年，经调整后的石河子预备役师编组趋于合理，部队始终满员，武器装备都已配齐。
1990年7月1日，经中央军委总部批准，中国人民解放军新疆生产建设兵团人民武装部更名为中国人民解放军新疆生产建设兵团军事部，并组成新领导班子。罗泉源兼军事部党委第一书记，李来炯任部长，薛书伟任政委兼党委书记。军事部为正师级。各师（局）人民武装部的名称和隶属关系保持不变。
1998年11月，新疆生产建设兵团军事部从正师级调整为副军级；新疆生产建设兵团军事部司令部、政治部、后勤部和所属的15个师、局人民武装部从正团级调整为副师级。
2010年5月中央新疆工作座谈会召开之后，新疆生产建设兵团军事部党委认识到民兵建设必须转型发展。为此，新疆生产建设兵团党委制定了《兵团武装力量建设十年规划》，推出了集中轮训备勤等决策，并且购置配发了多种装备器材。自2010年底开始，新疆生产建设兵团开始“冬季大练兵”。2015年底，在深化国防和军队改革中，新疆生产建设兵团军事部有80多名干部面对进退走留。

## 历任领导
| 部长、党委副书记 1. 李来炯 大校（1990年7月—？） 2. 李玉良 少将（？—2007年12月） 3. 王伟 少将（2007年12月—2010年5月） 4. 高龙福 少将（2010年5月—2013年6月） 5. 刘万龙 少将（2013年6月—2014年3月） 6. 杨宏礼 少将（2014年3月—2016年） 7. 刘格平 大校（2016年—2020年5月） 8. 程庆增 少将（2020年9月—） | 党委第一书记 （新疆生产建设兵团党委书记兼） 1. 罗泉源（1990年7月—？，兵团副司令员兼） 2. 陈德敏（1999年10月—2005年3月） 3. 聂卫国（2005年3月—2010年7月） 4. 车俊（2010年7月—2015年4月） 5. 孙金龙（2016年2月—2020年4月） 6. 王君正（2020年4月—2021年10月） 7. 李邑飞（2021年10月—2024年6月） 8. 何忠友（2024年7月—） | 政治委员、党委书记 1. 薛书伟 大校（1990年7月—？） 2. 赵家德 少将（？—2002年） 3. 独佩星 少将（2002年—2006年1月） 4. 刘平俊 少将（2006年1月—2010年9月） 5. 王兴国 少将（2010年9月—2014年12月） 6. 廖正良 大校（2014年12月—） |